# Premierminister der Republik China
Der Premierminister der Republik China (offiziell Präsident des Exekutiv-Yuan, chinesisch 行政院院長) ist der Vorsitzende des Exekutiv-Yuans, des Kabinetts der Republik China (Taiwan).

## Politische Stellung und Aufgaben
Der Premierminister wird direkt vom Präsidenten der Republik ernannt und steht dem Kabinett (Exekutiv-Yuan) vor. Seine offizielle Amtsbezeichnung im Chinesischen lautet daher 行政院院長 (Xíngzhèng Yuàn Yuànzhăng, „Vorsitzender des Exekutiv-Yuans“). Zu den Aufgaben des Premierministers gehört es, die übrigen Kabinettsmitglieder (den Vize-Premierminister, die Minister sowie weitere Ressortchefs) vorzuschlagen, die daraufhin ebenfalls durch den Präsidenten ernannt werden. Da Ernennung und Entlassung einzig vom Präsidenten abhängen, ist die Amtsdauer des Premierministers nicht gesetzlich festgelegt.
Der Premierminister vertritt die Amtshandlungen der Regierung gegenüber dem Parlament, dem Legislativ-Yuan. Er und seine Minister sind verpflichtet, den Parlamentariern in öffentlichen Anfragen Rede und Antwort zu stehen. Mit den Stimmen eines Drittels der Abgeordneten kann ein Misstrauensantrag gegen den Premierminister initiiert werden, über den im Parlament abgestimmt und zu dessen Erfolg eine einfache Mehrheit benötigt wird. Bei erfolgreicher Abstimmung muss der Premierminister innerhalb von zehn Tagen von seinem Amt zurücktreten; sein Nachfolger wird ebenfalls durch den Präsidenten bestimmt.
Im Parlament verabschiedete Gesetze sowie Präsidentenerlasse müssen durch den Premierminister gegengezeichnet werden. Im Fall einer Vakanz der Ämter des Staatspräsidenten sowie des Vize-Präsidenten fungiert der Premierminister für maximal drei Monate als geschäftsführender Präsident.